# Ivchenko AI-25
Ivchenko AI-25 là loại động cơ máy bay tuốc bin phản lực cánh quạt với hệ số hai viền khí thuộc hạng trung bình được phát triển bởi Ivchenko OKB tại Liên Xô năm 1967 cho các loại máy bay vận tải tầm ngắn như Yak-40 và sau đó là các máy bay khác cùng loại trên khắp thế giới từ giữa những năm 1970. Động cơ được thiết kế để dễ bao trì, ít trục trặc và đáng tin trong hoạt động.
Hiện việc tiếp tục sản xuất được giao cho nhà máy Motor Sich tại Ukraina thực hiện. Động cơ còn được sản xuất ở nước ngoài theo giấy phép.

## Biến thể
- AI-25: Mẫu cơ bản đi vào sản xuất năm 1965. Được trang bị cho các máy bay Yak-40 ba động cơ. Tổng công khoảng 6.300 động cơ mẫu này đã được chế tạo và tính đến năm 2007 thì tổng số giờ hoạt động của chúng là 60 triệu.
- AI-25TL: Mẫu được phát triển cho máy bay huấn luyện L-39, được đưa vào sản xuất từ năm 1971. Nó có thêm một giai đoạn áp cao và thêm khả năng tản nhiệt tốt hơn cho các cánh quạt tuốc bin áp cao. Khoảng 5.000 động cơ mẫu này đã được chế tạo cho 37 nước và tính đến năm 2007 thì tổng số giờ hoạt động của chúng là 6,5 triệu.
- AI-25TL Series 2: Mẫu dùng cho máy bay huấn luyện MiG-UTS hai động cơ. Nó nâng cấp ống điều chỉnh lực đẩy trong và ngoài, hộp số, điều khiển khởi động bằng điện, chống đóng băng và hệ thống bôi trơn cần thiết để có thể bay ngược dầu xuống trong thời gian dài nếu cần.
- AI-25TLK : Mẫu dùng cho máy bay huấn luyện K-8J.
- WS-11: Là mẫu AI-25TLK do Cộng hòa nhân dân Trung Hoa chế tạo dưới giấy phép cho các máy bay JL-8.
- AI-25TLSh: Mẫu nâng cấp cho phép có độ cơ động cao hơn, lực đẩy mạnh hơn và góc leo cao lớn hơn cho máy bay L-39 khi nâng cấp thay thế động cơ cũ với tuổi thọ từ 10 đến 15 năm.